# Rainbow's End
Rainbow's End é o segundo álbum de estúdio da banda Resurrection Band, lançado em 1979.

## Antecedentes
A banda seguiu com o sucesso no álbum "Rainbow´s End", que continuou no mesmo hard rock progressivo/metal semelhante ao Black Sabbath e Aerosmith. Embora a banda estivesse satisfeita, a gravadora Star Song foi obrigada a encontrar outro título, pouco depois de seu lançamento. "Rainbow´s End" é significativo por ser o primeiro álbum de uma banda de rock norte-americana a lidar com o sistema racista do apartheid na África do Sul, um ano antes de Peter Gabriel trazer a questão para a atenção do mundo através da música clássica "Biko". Resurrection Band viria a ser conhecido por lidar com uma variedade de problemas sociais e políticos em sua música, dos males do complexo industrial militar à influência corruptora da América, do materialismo para o racismo, falta de moradia, a AIDS, toxicodependência, prostituição e muitas outras questões que a banda pessoalmente confrontou no seu ministério junto à sua comunidade urbana, em Chicago.
| Críticas profissionais                                                      | Críticas profissionais |
| Avaliações da crítica                                                       | Avaliações da crítica  |
| Fonte                                                                       | Avaliação              |
| --------------------------------------------------------------------------- | ---------------------- |
| Firestream                                                                  | [ 4 ]                  |
| angelicwarlord.com                                                          | 80%                    |
| Esta tabela precisa de ser acompanhada por texto em prosa. Consulte o guia. |                        |

## Faixas
1. "Midnight Son" – 3:22
2. "Strongman" – 3:17
3. "Afrikaans" – 3:34
4. "Skyline" – 3:10
5. "Paint a Picture" – 4:52
6. "Rainbow's End" – 3:48
7. "Concert for a Queen" – 3:16
8. "Sacrifice of Love" – 3:03
9. "The Wolfsong" – 3:14
10. "Every Time It Rains" – 4:47

## Créditos
- Glenn Kaiser - Vocal, vocal de apoio, guitarra elétrica
- Wendi Kaiser - Vocal, vocal de apoio
- Stu Heiss - Guitarra elétrica, guitarra acústica, piano, órgão
- Jim Denton - Baixo, guitarra acústica
- John Herrin - Bateria
- Roger Heiss - Percussão
- Tom Cameron - Harmónica
- Kenny Soderblom - Saxofone